# Van de Mortel (Deurne)
Van de Mortel uit Deurne was een geslacht dat met name in de negentiende eeuw tot de hogere (rooms-katholieke) middenklasse van het dorp behoorde en meerdere bestuurders voor de gemeente Deurne en Liessel leverde. Stamvader van het geslacht is Henricus Goorts, geboren omstreeks 1550 en afkomstig uit de Gemertse buurtschap De Mortel. Zijn kleinzoon Petrus van de Mortel kwam omstreeks 1650 in Deurne terecht, waar hij een vrouw uit dat dorp huwde. Onder meer door huwelijken met vrouwen uit het geslacht Van Doerne waren de Van de Mortel's redelijk snel opgenomen in de middenklasse van het dorp. Later volgden door huwelijken banden met de lokaal bekende geslachten De Veth en Hurckmans en bekleedde men voorname beroepen als molenaar en herbergier. De zoon van molenaar Antoni van de Mortel werd de eerste hoge lokale bestuurder van de familie.

## Bekende telgen
- Jan Willem van de Mortel (1751-1840), schout van Deurne en Liessel (1795-1813), fabrikant
- Joannes Wilhelmus van de Mortel, burgemeester van Deurne en Liessel (1850-1854)
- Andries Hubertus van de Mortel, burgemeester van Deurne en Liessel (1860-1863)
- Petrus Antonius van de Mortel, burgemeester van Deurne en Liessel (1863-1895)

## Afstammelingen via vrouwelijke lijn
- Henricus Theodorus Alouisius van Baar, burgemeester van Deurne en Liessel (1854-1860), zoon van Paulina Ludovica van de Mortel
- Johannis Joseph Janssens, burgemeester van Vlierden (1907-1919) en Schijndel (1919-1937), zoon van Henrica van de Mortel en via zijn vader achterkleinzoon van Helena van de Mortel

## Trivia
- Henrica van de Mortel, de moeder van Benedictus Roefs, stamt uit een niet-verwante familie Van de Mortel uit Deurne.